# IC 7
IC 7 ist eine isolierte elliptische Galaxie vom Hubble-Typ E im Sternbild Fische auf der Ekliptik. Sie ist schätzungsweise 246 Millionen Lichtjahre von der Milchstraße entfernt und hat einen Durchmesser von etwa 50.000 Lichtjahren.

In der gleichen Himmelsregion befinden sich auch die Galaxien NGC 63 und NGC 95.
Das Objekt wurde am 28. November 1893 vom französischen Astronomen Stéphane Javelle entdeckt.
Das „IC“ in einer der oben beschriebenen Katalogbezeichnungen steht für den Index-Katalog, einen Ende des 19./Anfang des 20. Jahrhunderts veröffentlichten astronomischen Katalog von galaktischen Nebeln, Sternhaufen und Galaxien.